# Bruno Storni

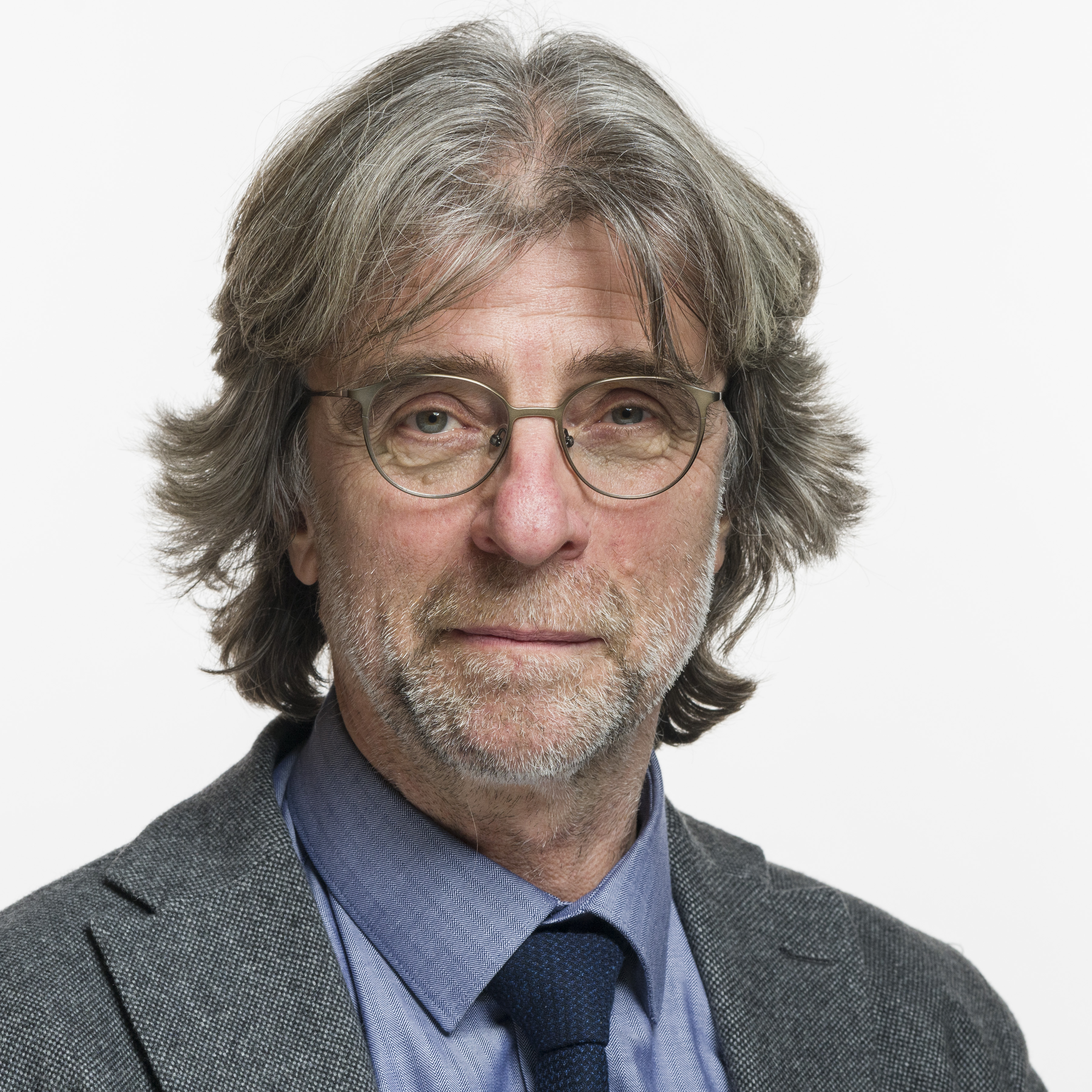
Bruno Storni (2019)

Bruno Storni (* 17. August 1954 in Gordola; heimatberechtigt in Tenero-Contra) ist ein Schweizer Politiker (SP).

## Leben
Bruno Storni ist ausgebildeter Elektroingenieur. Er war Mitglied der Eidgenössischen Kommission für Weltraumfragen und Dozent an der Fachhochschule der italienischen Schweiz (SUPSI). Storni arbeitet als Dozent an der ETH Lausanne. Er ist verheiratet, hat drei erwachsene Kinder und lebt in Gordola.

## Politik
Storni war von 1996 bis 2000 Mitglied des Gemeinderates (Legislative) von Gordola. Seit 2000 ist er Mitglied des Municipio (Exekutive) von Gordola, wo er für die Trinkwasserversorgung und die Verkehrsplanung zuständig ist.
Von 2011 bis zu seinem Nachrücken in den Nationalrat 2019 war er Mitglied des Grossen Rates des Kantons Tessin, wo er der Umwelt-, Raum- und Energiekommission sowie der Geschäftsprüfungs- und Finanzkommission angehörte.
Bei den nationalen Parlamentswahlen vom 20. Oktober 2019 erreichte Storni für die SP den ersten Ersatzplatz. Nach der Wahl von Marina Carobbio in den Ständerat konnte er in den Nationalrat nachrücken. Er ist Mitglied der Kommission für Verkehr und Fernmeldewesen und Ersatzmitglied der Redaktionskommission. Zudem ist er Mitglied der parlamentarischen Gruppen «Cyber», «Digitale Nachhaltigkeit», «ePower – ICT für die Schweiz», «lingua e cultura rumantscha», «Luft- und Raumfahrt», «Raumentwicklung» sowie «Wasserstoff» (Stand: April 2022).
Storni ist Vorstandsmitglied des Verbands Swiss Engineering und Stiftungsrat der Stiftung Hilfskasse, der Stiftung Swiss Engineering in Zürich sowie der Fondazione Istituto Ricerche Solari in Locarno. Er ist Vizepräsident des Verkehrs-Clubs der Schweiz.

## Gesellschaft
Bruno Storni ist seit 2001 Vorsteher der kommunalen Wasserversorgung Gordola, Azienda Acqua Potabile Gordola. Diese gewann 2010 den Preis Watt d’Or in der Kategorie Gesellschaft. Das Bundesamt für Energie begründete dies so: «Wasser sparen heisst Energie sparen. Statt mehrere Millionen Franken in ein überdimensioniertes Projekt für ein neues Trinkwassernetz zu stecken, hat die Tessiner Gemeinde Gordola einfach die Lecks im bestehenden Trinkwassernetz geflickt und die Wasserverbrauchsspitzen gebrochen. Mit dem dadurch eingesparten Strom könnten 200 Haushalte ein ganzes Jahr versorgt werden.»